# Pieter Hillense
Pieter Hillense (? – ?) fokföldi (ma Dél-afrikai Köztársaság) olimpikon, kötélhúzó.
Indult az 1904. évi nyári olimpiai játékokon kötélhúzásban a fokföldi válogatottal. Rajtuk kívül még négy amerikai és egy görög csapat indult. A negyeddöntőben az amerikai Milwaukee Athletic Club volt az ellenfelük és vereséget szenvedtek, így a fokföldi csapatnak véget is ért az olimpiai kötélhúzó verseny.